# Тафрина
Тафри́на (Taphrina) — род грибов-аскомицетов, относящийся к монотипному семейству Тафри́новые (Taphrinaceae). Все представители рода — паразиты высших растений (папоротников и цветковых), вызывающие различные повреждения листьев, побегов и плодов. Заболевания, вызываемые этими грибами, могут наносить урон сельскохозяйственным растениям — в частности, плодовым деревьям, а также лесным и другим насаждениям.
Род представляет интерес для науки, поскольку обладает признаками, нехарактерными для других аскомицетов.

## Этимология
Э. Фрис в 1815 году описал род под названием Taphria, которое образовано от др.-греч. τάφρη «ров». В более поздних работах Фриса и у других авторов используется название Taphrina.
Стадия бесполого размножения (анаморфа), или тафриновые дрожжи, была описана как самостоятельный род в 1990 году. Им присвоено название Lalaria, данное по одноимённому галечному пляжу (греч. Λαλάρια) на греческом острове Скиатос. Пляж Лалария известен своими гладкими камнями одинакового размера. Вид дрожжевых клеток под микроскопом напоминает эту гальку.

## Морфология

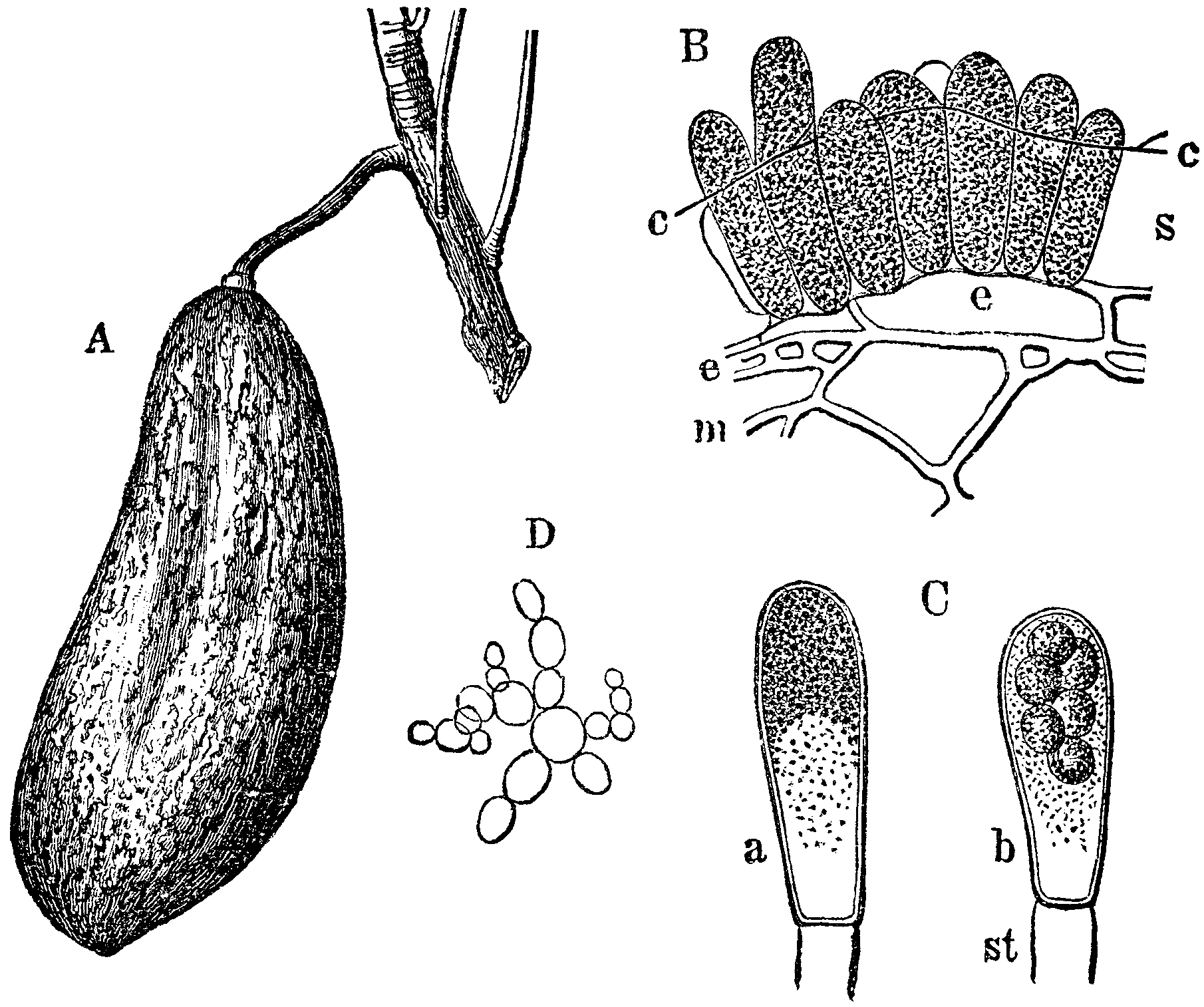
Тафрина сливовая. Рисунок 1892 года
A) поражённый плод сливы («кармашек»)
B) микроскопия среза поверхности «кармашка»: m — мицелий гриба; e — клетки растения; s — спороносящий слой; c — кутикула плода
C) аски при большем увеличении: a — развивающийся; b — с созревшими аскоспорами; st — базальная клетка
D) споры после освобождения из аска

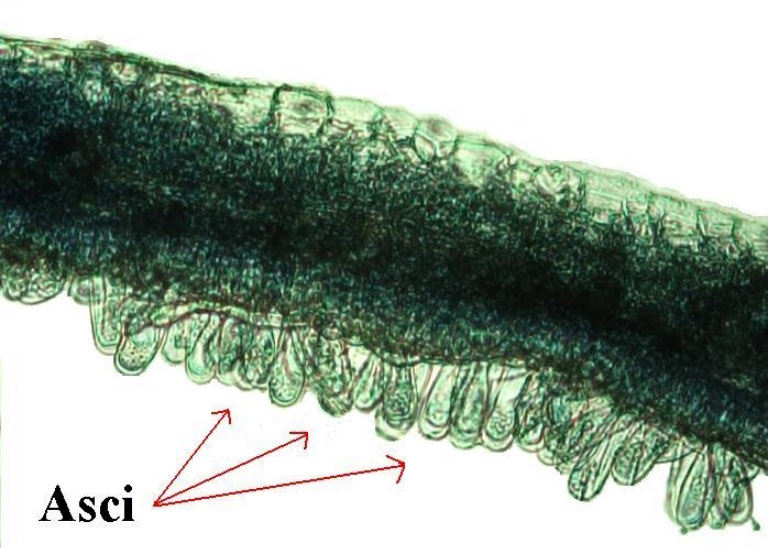
Taphrina caerulescens. Сумчатый слой на нижней поверхности листа дуба

Плодовые тела и структуры бесполого спороношения (конидиомы) не образуются.
Мицелий развивается в тканях заражённых растений. Мицелий дикариотический, то есть состоит из двуядерных клеток. Клеточные стенки двуслойные. У некоторых видов формируются хорошо развитые инфекционные структуры, проникающие внутрь клеток растения-хозяина — гаустории. При спороношении мицелий формирует слой под кутикулой (наружной защитной плёнкой) растения, клетки этого слоя прорастают спороносящими органами — асками (сумками). Перегородки между клетками мицелия (септы) характеризуются наличием многочисленных микропор; сопровождающие органеллы, имеющиеся у большинства грибов вблизи септальных пор, у тафрины отсутствуют.
Аски эутуникатные (с двуслойной оболочкой), бесцветные, короткие, по форме чаще всего цилиндрические или булавовидные с усечённой или округлой верхушкой. Аски образуют плотный слой, подобный гимению и часто так и называемый, но в отличие от настоящего гимения аскомицетов он никогда не содержит стерильных элементов. После образования сумок кутикула растения прорывается, и сумчатый слой обнажается. Сумчатый слой располагается на поверхности поражённых частей растения, часто на нижней стороне листьев, он имеет вид мучнистого или восковидного налёта серого, беловатого или золотистого цвета. У некоторых видов (например, Taphrina potentillae) сумки не образуют сплошного слоя, а располагаются отдельными участками. В асках созревает обычно восемь аскоспор, реже четыре.
В основании сумок у многих видов имеются базальные, или подсумочные клетки («клетки-ножки»). Они по длине меньше сумок, а по ширине различаются у разных видов — могут быть шире или у́же сумок. Базальные клетки отделены от сумок септой без поры.
Аскоспоры, называемые у этих грибов также эндоспорами, одноклеточные, бесцветные, гладкие, шаровидной, эллипсоидной или палочковидной формы. Они прорастают, образуя более мелкие вторичные бластоспоры, или конидии. Бластоспоры размножаются почкованием и на питательных средах образуют дрожжевидные колонии розового или красного цвета, сходные с некоторыми базидиомицетными дрожжами. Вторичные споры у некоторых авторов именуются споридиями или оидиями.

## Жизненный цикл и онтогенез

Схема жизненного цикла тафрины деформирующей:
A — гаплофаза (дрожжи): 1 — прорастание аскоспоры и почкующиеся бластоспоры;
B — дикариофаза (мицелиальная): 2 — дикариотизация и прорастание бластоспоры мицелием; 3 — дикариотический мицелий заражает ткани растения;
C — диплофаза (развитие материнской клетки сумки, или проаска): 4 — слияние ядер дикариона (кариогамия); 5 — митотическое деление диплоидного ядра и формирование проаска и базальной клетки;
D — развитие сумок и созревание аскоспор: 6 — сумка после мейоза, содержащая 4 гаплоидных ядра; 7 — митотическое деление гаплоидных ядер и формирование аскоспор; 8 — формирование сумчатого слоя на поверхности растения.

Ядерный жизненный цикл — гаплоидно-дикариотический, преобладает дикариотическая фаза.
Гаплоидные аскоспоры прорастают бластоспорами, у некоторых видов прорастание аскоспор происходит ещё до освобождения из сумок. Бластоспоры дают начало анаморфной гаплоидной дрожжевой фазе, состоящей из почкующихся клеток, питающихся сапротрофно. Тафриновые дрожжи описывают в составе анаморфного рода Lalaria, введённого в 1990 году. Заканчивается гаплоидная фаза копуляцией (слиянием) клеток и образованием дикариона. У некоторых видов дикариотизация может происходить без спаривания клеток, путём деления ядра. При искусственном разведении дикариотический мицелий обычно не развивается, зато отмечено появление особых толстостенных клеток. Предполагают, что эти клетки способны выживать при неблагоприятных условиях, то есть в природе выполняют функцию хламидоспор. Дикариотический мицелий, в отличие от большинства других аскомицетов (кроме сахаромицетов), питается самостоятельно, а не за счёт гаплоидной фазы. Дикариофаза ведёт исключительно паразитический (биотрофный) образ жизни, развиваясь между клетками заражённого растения.

Схема аскогенеза Taphrina-типа:
A — слияние гаплоидных ядер (кариогамия) в аскогенных клетках
B — митотическое деление диплоидного ядра, формирование проаска
C — формирование базальной клетки и созревание аска
1 — аскогенная клетка; 2 — проаск; 3 — базальная клетка; 4 — аск

Для рода характерен специфический способ формирования сумок, названный Taphrina-типом. Под кутикулой растения образуется слой клеток, называемых аскогенными клетками, которые представляют собой фрагменты недифференцированных гиф. В них происходит слияние ядер (кариогамия), диплоидные клетки увеличиваются в размерах и их ядра делятся митозом. Одновременно с митозом аскогенная клетка дифференцируется на базальную и предасковую (проаск) клетки, каждая из них получает одно дочернее диплоидное ядро. Затем в предасковой клетке осуществляется мейоз, и формируется короткая 8- или 4-споровая сумка, после спорообразования базальная клетка дегенерирует.
Базальные клетки формируются не у всех видов; также сумки, имеющие собственные оболочки, могут формироваться внутри аскогенных клеток, стенки последних затем прорываются наружу. Образование аскоспор тоже имеет некоторые особенности, отличающие тафрину от других аскомицетов. Каждое из гаплоидных ядер с участками цитоплазмы окружается плазмалеммой, впячивающейся внутрь сумки от её стенки, затем мембрана формирует споровую стенку; независимый от плазмалеммы мембранный мешок отсутствует. После созревания спор верхушка сумки вскрывается простой щелью, и споры освобождаются пассивно или выбрасываются с силой.

## Распространение
Род распространён преимущественно в умеренной зоне Северного полушария, однако отмечают, что в тропиках и субтропиках видовой состав малоизучен. На север представители рода проникают вплоть до границы ареала их растений-хозяев. В Южном полушарии известен вид Taphrina entomospora, заражающая Nothofagus pumilio на Огненной Земле, ещё несколько видов широко распространены в Южной Африке.

## Практическое значение

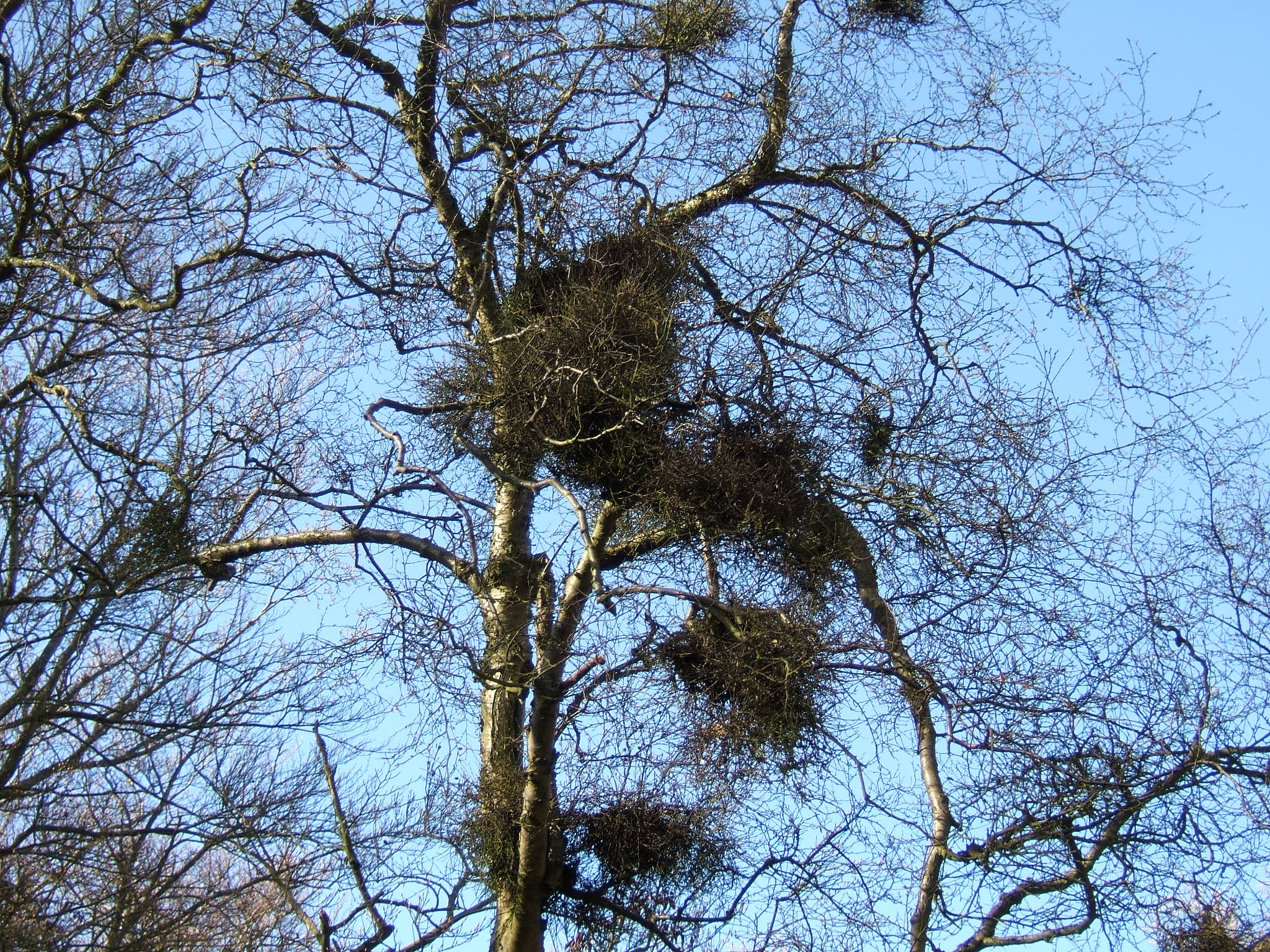
«Ведьмины мётлы» на берёзе пушистой (возбудитель — Taphrina betulina)

Виды тафрины являются облигатными паразитами высших растений, что обусловливает значение многих из них как возбудителей заболеваний растений, используемых в хозяйстве человека. Существенный вред могут наносить вызываемые тафринами болезни садовых деревьев — «ведьмины мётлы», курчавость листьев и повреждения плодов («кармашки», или «дутые плоды»). Такие заболевания встречаются у косточковых плодовых деревьев (представителей рода Слива) — сливы домашней, вишни обыкновенной, персика, миндаля и других; от курчавости листьев может страдать груша.
Заболевание курчавостью листьев и «ведьмиными мётлами» приводит к снижению урожая, ослаблению деревьев и заражению вторичными инфекциями, может приводить к гибели растений, а при поражениях плодов происходит непосредственная потеря части урожая. Дикорастущие деревья и кустарники, имеющие хозяйственное значение, — тёрн, черёмуха обыкновенная — тоже поражаются этими болезнями.
Кроме садовых деревьев, от «ведьминых мётел», заболеваний листьев, цветков и плодов могут страдать лесохозяйственные и парковые деревья — берёза, клён, ольха, дуб, вяз, тополь. Появление «ведьминых мётел» и болезней листьев в городских насаждениях приводит к снижению их декоративности, лесные деревья от тафриновых заболеваний замедляют рост, становятся более чувствительными к морозу. Заражение лесных пород часто происходит через повреждения насекомыми.

### Симптомы вызываемых заболеваний
По морфологическим признакам виды тафрины часто недостаточно чётко отличаются друг от друга, поэтому характер повреждений и таксономическая группа растений-хозяев имеют важное значение для систематики рода и определения видов. Поражение тафринами может приводить к глубоким нарушениям в физиологии растения, появлению разнообразных уродств (деформации, гипертрофия органов, недоразвитие семян, патологические разрастания). Эти нарушения вызываются способностью грибов производить вещества, обладающие гормональной активностью или стимулирующие синтез гормонов растениями. Тафрины синтезируют гетероауксин и другие вещества класса ауксинов, а также цитокининов. В 1960-х годах японскими учёными было выделено активное вещество, отличное от гетероауксина, для него было предложено название тафринин.
Активные вещества гриба стимулируют рост и деление клеток растения и тормозят процессы дифференциации клеток.
В случаях развития мицелия под кутикулой деформации обычно не появляются, поражение ограничивается появлением пятен различного размера и формы на листьях, стеблях, вайях папоротников. Пятнистость возникает в результате некроза тканей, который может сопровождаться гипертрофией клеток. В последнем случае на верхней стороне поражённого листа появляются утолщения, а на нижней — углубления, покрытые сумчатым слоем гриба.
При межклеточном развитии мицелия листья остаются морфологически недоразвитыми, но при этом разрастаются и деформируются, приобретают нехарактерную окраску, хлорофилл в поражённых листьях постепенно разрушается. Жилки заражённых листьев остаются укороченными, а пластинка разрастается примерно в 2 раза по сравнению со здоровыми листьями, утолщается и становится хрупкой. Устьица теряют способность закрываться, в результате нарушаются нормальное дыхание и водный баланс растения. Такой симптом известен под названием «курчавость». Поражённые листья отмирают и опадают, что может сильно ослабить растение.
Поражение цветков у растений семейства Розовые приводит к появлению махровости, патологическому разрастанию цветоложа, гипертрофии и недоразвитию репродуктивных органов. У плодов сильно разрастается перикарпий, их размер может увеличиться в несколько раз, а вместо семени образуется полость, такое поражение называют «дутыми плодами», или «кармашками». У ивовых, берёзовых разрастаются и деформируются чешуйки серёжек, происходит вздутие плодиков. Поражённые плоды и цветки покрываются спороносящим налётом, а затем опадают.
При заражении побегов гриб может стимулировать рост пазушных почек боковых побегов, что приводит к появлению «ведьминых мётел», иногда достигающих диаметра 3 метра. «Ведьмины мётлы» состоят из густых скоплений коротких и утончённых побегов, часто сильно разветвлённых. Такие побеги почти никогда не плодоносят, листья на них мелкие, неправильной формы, быстро опадающие.
К другим симптомам относят искривление и утолщение стеблей, разрастание паренхимы коры и изменение её окраски, поражение сосудистой системы.

### Способы борьбы
Мицелий тафриновых грибов постоянно находится в ткани заражённых растений, поэтому больное дерево вылечить трудно. Повреждённые ветви обрезают и уничтожают, уничтожают также опавшие плоды с «кармашками», цветки и листья. Раны после обрезки замазывают садовым варом, заболевшие деревья обрабатывают фунгицидами.
Для борьбы с курчавостью, «кармашками» ранней весной и осенью опрыскивают деревья 1—2-процентной бордоской жидкостью или 0,75-процентным медным купоросом, летом также применяют бордоскую жидкость в 1-процентной концентрации, 0,3—0,4-процентную хлорокись меди или препараты серы (тиовит).

## Систематика и филогения
В современной систематике, принятой в «Словаре грибов Эйнсуорта и Бисби», семейство Тафриновые (Taphrinaceae Gäum. & C.W. Dodge 1928) с единственным родом Тафрина (Taphrina Fr. 1815) входит в порядок Тафриновые, или Тафринальные (Taphrinales Gäum. & C.W. Dodge 1928), содержащий ещё одно семейство — Протомициевые (Protomycetaceae). Порядок Тафриновые относится к монотипному классу Тафриномицеты (Taphrinomycetes O.E. Erikss. & Winka 1997), который вместе с ещё тремя классами входит в подотдел Taphrinomycotina O.E. Erikss. & Winka 1997 отдела Аскомицеты (Ascomycota Caval.-Sm. 1998).
|  |                  |  |                                                  |                                                  |                     |  | ещё 3 класса: Неолектомицеты Pneumocystidomycetes Схизосахаромицеты | ещё 3 класса: Неолектомицеты Pneumocystidomycetes Схизосахаромицеты |                                      |  |  |  | ещё одно семейство: Протомициевые, или Протомицетовые | ещё одно семейство: Протомициевые, или Протомицетовые |                 |  |  |  |  |
|  |                  |  |                                                  |                                                  |                     |  | ещё 3 класса: Неолектомицеты Pneumocystidomycetes Схизосахаромицеты | ещё 3 класса: Неолектомицеты Pneumocystidomycetes Схизосахаромицеты |                                      |  |  |  | ещё одно семейство: Протомициевые, или Протомицетовые | ещё одно семейство: Протомициевые, или Протомицетовые | около 100 видов |  |  |  |  |
|  |                  |  |                                                  | подотдел Taphrinomycotina                        |                     |  |                                                                     |                                                                     | порядок Тафриновые, или Тафринальные |  |  |  |                                                       | род Тафрина                                           |                 |  |  |  |  |
|  |                  |  |                                                  | подотдел Taphrinomycotina                        |                     |  |                                                                     |                                                                     | порядок Тафриновые, или Тафринальные |  |  |  |                                                       | род Тафрина                                           |                 |  |  |  |  |
|  | отдел Аскомицеты |  |                                                  |                                                  | класс Тафриномицеты |  |                                                                     |                                                                     | семейство Тафриновые                 |  |  |  |                                                       |                                                       |                 |  |  |  |  |
|  | отдел Аскомицеты |  |                                                  |                                                  |                     |  |                                                                     |                                                                     |                                      |  |  |  |                                                       |                                                       |                 |  |  |  |  |
|  |                  |  | ещё 2 подотдела: Saccharomycotina Pezizomycotina | ещё 2 подотдела: Saccharomycotina Pezizomycotina |                     |  |                                                                     | —— (класс монотипный)                                               | —— (класс монотипный)                |  |  |  | —— (семейство монотипное)                             | —— (семейство монотипное)                             |                 |  |  |  |  |
|  |                  |  |                                                  | ещё 2 подотдела: Saccharomycotina Pezizomycotina |                     |  |                                                                     |                                                                     | —— (класс монотипный)                |  |  |  |                                                       | —— (семейство монотипное)                             |                 |  |  |  |  |

В старых системах семейство называлось Exoascaceae G. Winter 1884, а порядок — Exoascales — по одному из родов (Exoascus Fuckel 1860), позднее объединённых с родом Тафрина. В 1992 году Комитетом по грибам и лишайникам Международного ботанического конгресса было законсервировано название Taphrinaceae вместо Exoascaceae.
Многие авторы разделяли семейство на несколько родов. Так, К. Фукель включал в род Taphrina s. str. виды, имеющие однолетний мицелий и вызывающие пятнистость и незначительные деформации листьев, а виды с многолетним мицелием, вызывающие более глубокие поражения, относил к роду Exoascus. Род Exoascus признавался Р. Садебеком и А. А. Ячевским. Виды, у которых аски группируются в отдельные пучки и не образуют сплошного спороносящего слоя, относили к роду Magnusiella. Н. В. Сорокин, основоположник изучения тафриновых в России, выделял в семействе три рода — Taphrina (виды с мицелием, развивающимся под кутикулой), Exoascus (виды с межклеточным мицелием) и Ascomyces (мицелий отсутствует).
Также были попытки выделить подроды в роде Тафрина, например, на основании специализации видов к различным растениям-хозяевам. К. Гизенхаген в 1901 году выделил подроды Taphrinopsis (виды, паразитирующие на папоротниках), Eutaphrina (на ивовых, берёзовых и вязовых) и Euexoascus (на розовых).
Впоследствии такие дробления семейства и рода были признаны искусственными и отвергнуты.
Положение семейства тафриновых (или Exoascaceae) в системе грибов длительное время было неопределённым или спорным. В XX веке аскомицеты, образующие плодовые тела, выделяли в группу эуаскомицетов (Euascomycetes), которую обычно рассматривали как подкласс, а грибы более примитивного строения относили к подклассу Protoascomycetes («протосумчатые») или Gymnoasci («голосумчатые»), а позднее — гемиаскомицетов (Hemiascomycetidae). Кроме тафриновых, этот подкласс содержал дрожжи порядка Protascales или Endomycetales, ныне относимые к классу сахаромицетов (Saccharomycetes) и некоторым другим группам грибов. Такое объединение всех «голосумчатых» в один таксон считалось формальным, отмечалось, что наличие у тафриновых дикариотического мицелия, эутуникатных сумок и активное выбрасывание спор сближает их с эуаскомицетами. Предполагали, что тафриновые филогенетически связаны с дискомицетами (в современной систематике — подотдел Pezizomycotina, включающий классы Pezizomycetes и Leotiomycetes), а упрощение морфологических признаков явилось результатом приспособления к паразитизму. Сторонником происхождения тафриновых от дискомицетов был, например, Э. А. Гёйманн, отвергал это предположение Д. К. Зеров, указывая на более простое строение асков тафриновых.
Существовали также точки зрения на тафриновые как на наиболее примитивную группу, от которой произошли эуаскомицеты или как на специализированную ветвь протосумчатых, отклонившуюся от исходных форм в связи с паразитизмом.
Ещё одно распространённое в XX веке представление — что тафриновые более близки к базидиальным грибам, чем к сумчатым. Приверженцы этой гипотезы рассматривали сумку тафринового гриба как дегенерировавшую базидию (например, Г. Ловаг). Д. Сэвил считал, что тафриновые являются родоначальниками базидиомицетов, а с другой стороны, связывал их с мукоровыми грибами (зигомицеты). А. Г. Телер в 1988 году определил семейство тафриновых к описанному им классу Protobasidiomycetes, в который включил также семейство сахаромицетовых (Saccharomycetaceae). Й. А. Аркс, напротив, все сумчатые, базидиомицетные и дейтеромицетные дрожжи и паразитические грибы с дрожжевыми стадиями относил к классу Endomycetes аскомицетов.
В 1990-х — 2000-х годах проводились многочисленные молекулярно-филогенетические исследования, показавшие, что тафриновые и ещё некоторые группы грибов являются ветвью, отошедшей от остальных аскомицетов на ранних этапах их эволюции, то есть составляют базальную группу аскомицетов. Эти группы грибов ныне объединены в подотдел Taphrinomycotina. Сестринской группой подоттдела являются сахаромицеты (подотдел Saccharomycotina).
Тафриновые дрожжи впервые были описаны как самостоятельный род Saprotaphrina в 1962 году итальянскими авторами О. Вероной (O. Verona) и А. Рамбелли (Rambelli, Antonella). Таксоны Saprotaphrina, однако, не были действительно обнародованы (nom. inval.), также не было строго доказано, что изучавшиеся объекты действительно являлись бесполой стадией видов тафрины. В 1990 году анаморфа была повторно описана Р. Т. Муром (Moore, Royall T.) под названием Lalaria. Мур описал 23 вида, а в 2004 году группа португальских исследователей описала ещё 5 видов, для 4 из которых мицелиальная стадия не была обнаружена. В связи с этим диагноз рода Lalaria был пересмотрен, было указано, что телеоморфа, если существует, принадлежит к роду Taphrina.

### Виды
Род содержит около 100 видов (по данным Словаря грибов Эйнсуорта и Бисби — 95). База данных Index Fungorum содержит 173 видовых и инфравидовых названий рода Taphrina (включая синонимы).
Некоторые виды

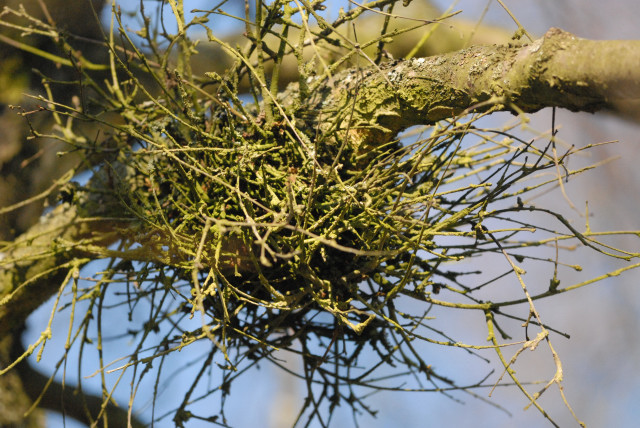
Отдельная «ведьмина метла», вызванная заражением Taphrina betulina

- Taphrina betulina Rostr. 1883 паразитирует на различных видах берёзы. Ранее рядом исследователей выделялся самостоятельный вид Taphrina turgida, по современным представлениям он, вероятно, является ранней стадией развития Taphrina betulina. Заболевание начинается с появления на листьях жёлтых пятен, затем мицелий поражает побеги, что приводит к появлению «ведьминых мётел». Деревья при сильном поражении «ведьмиными мётлами» замедляют рост, производят меньше семян. Taphrina betulina встречается в северных и горных регионах Евразии и в Гренландии. Мицелий у этого вида зимующий[33][34].
- Taphrina bullata (Berk. & Broome) Tul. 1866 — Тафрина пузырчатая вызывает курчавость листьев у груши и близких видов семейства Розовые. Поражённые растения ослабляются в результате уменьшения интенсивности фотосинтеза. Тафрина пузырчатая встречается в Европе, Закавказье и на Дальнем Востоке, широко распространена в Северной Америке. Мицелий однолетний[35].
- Taphrina caerulescens (Desm. & Mont.) Tul. 1866 паразитирует на дубе, вызывает пятнистость и деформацию молодых листьев. Имеет однолетний мицелий и обычно не наносит значительного ущерба насаждениям, но при многократном заражении иногда приводит к гибели отдельных деревьев. Встречается в регионах с умеренным и субтропическим климатом Северного полушария[36].
- Taphrina cerasi (Fuckel) Sadeb. 1890 вызывает «ведьмины мётлы» у вишни, а близкий вид Taphrina wiesneri (Ráthay) Mix 1954 — Тафрина Визнера, или малая — является возбудителем курчавости листьев. Эти два вида встречаются в Евразии, Северной Америке, Южной Африке и Австралии; имеют многолетний мицелий[37].
- Taphrina deformans (Berk.) Tul. 1866 — Тафрина деформирующая — один из наиболее изученных видов, возбудитель курчавости листьев персика и миндаля. Имеет космополитическое распространение и может наносить заметный ущерб садоводству. Мицелий многолетний. Гриб, поражающий миндаль, некоторые авторы считают самостоятельным видом — Тафрина миндаля (Taphrina amygdali)[38].

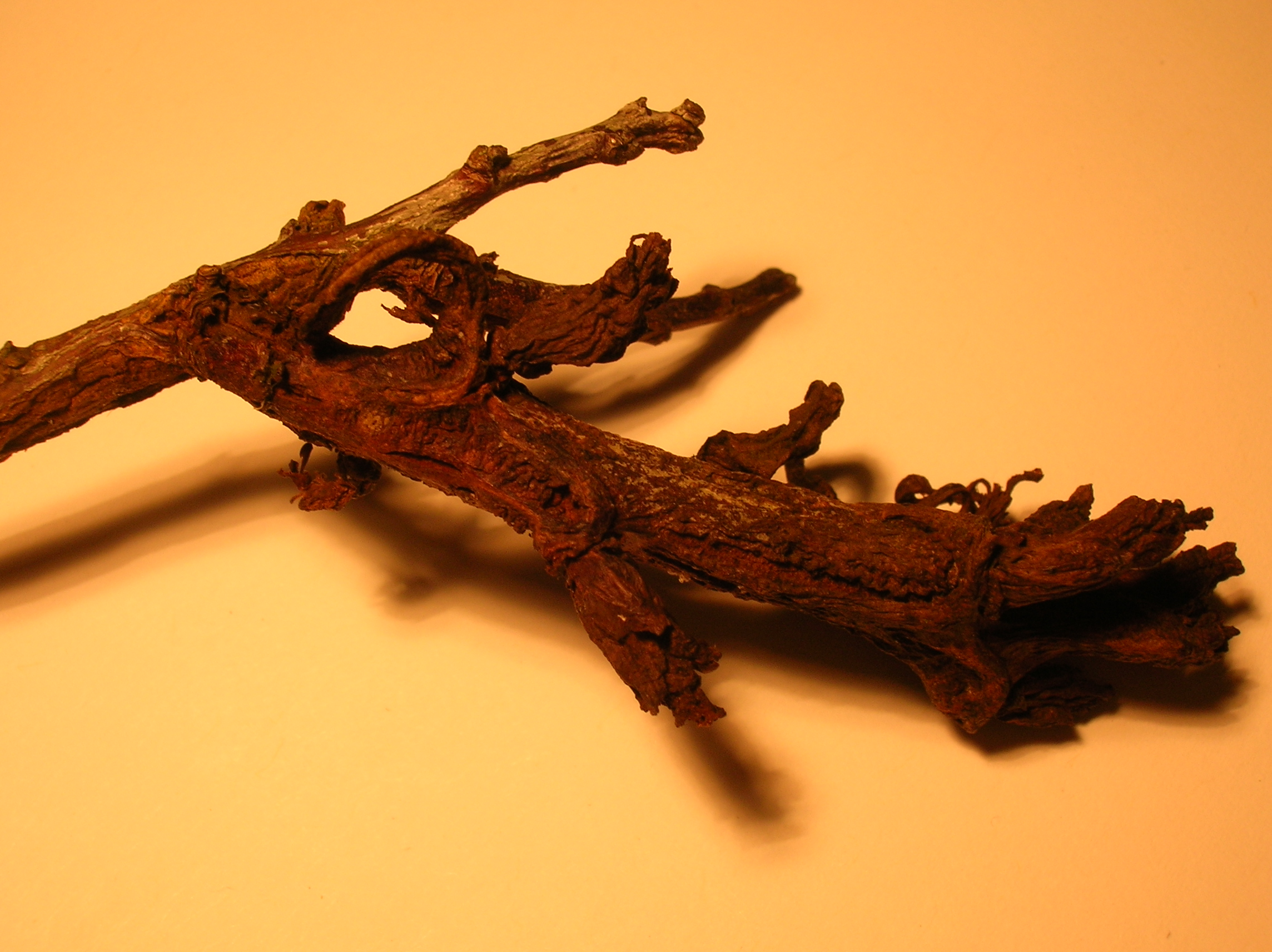
Побег тёрна, поражённый тафриной сливовой

- Taphrina padi (Jacz.) Mix 1947 поражает плоды черёмухи обыкновенной и близких видов из рода Слива, вызывая появление «кармашков». Широко распространена в Евразии, в Западной Сибири иногда вредит, полностью уничтожая завязи черёмухи. Имеет многолетний мицелий[39].
- Taphrina populina (Fr.) Fr. 1832 — Тафрина золотистая — типовой вид рода. Вызывает заболевание листьев тополя («пузырчатку»). Листья при этом заболевании покрываются пузыревидными вздутиями, а затем отмирают. Тафрина золотистая может вредить городским насаждениям, снижая их декоративность. Мицелий однолетний[40].
- Taphrina pruni Tul. 1866 — Тафрина сливовая, как и деформирующая, достаточно хорошо изучена. Она заражает многие виды сливы, относящиеся к подродам Слива и Вишня. Этот вид способен вызывать повреждения плодов («кармашки»), листьев (деформацию) и ветвей («ведьмины мётлы»). Может наносить ущерб, уничтожая в отдельные годы до 15—20 % урожая только в результате непосредственного поражения плодов, также ослабляет деревья, создавая благоприятные условия для вторичных инфекций. Мицелий многолетний. Встречается во многих регионах мира, как в Северном, так и в Южном полушариях, но не повсеместно. Ранее выделялся близкий вид Тафрина терносливы, который в современной таксономии не является признанным. Тафрину терносливы считали возбудителем «ведьминых мётел», а сливовую — «дутых плодов».[41].